# C/2012 K1 (PANSTARRS)
C/2012 K1 (PANSTARRS) — одна з гіперболічних комет. Ця комета була відкрита 19 травня 2012 року; вона мала 19.7m на час відкриття.